# Radoszewice (województwo łódzkie)
Radoszewice – wieś w Polsce, w województwie łódzkim, w powiecie pajęczańskim, w gminie Siemkowice.
Do 1953 istniała gmina Radoszewice. W latach 1975–1998 wieś położona była w województwie sieradzkim.
| części wsi | Gołocin, Kasztańska Kolonia, Kmiecie, Kociełek, Kurze Miasto, Młyńska Kolonia, Niwa, Pasieka, Przydatka, Pustkowie, Rzykty, Słomiana, Szewczyki |

## Historia
Miejscowość ma metrykę średniowieczną i istnieje co najmniej od XV wieku. Pierwsza wzmianka pisana pochodzi dopiero z 1456 roku kiedy odnotowane zostały Radoschowycze. Wieś była gniazdem rodowym Radoszewskich i Siemkowskich h. Oksza, których legenda rodowa łączy z czeskimi Wrszowicami. Według tych podań miejscowość po 1103 miał nadać król polski Bolesław Krzywousty zbiegłemu z Czech Janowi Werszowcowi. W 1456 nastąpił podział dóbr pomiędzy dwoma braćmi Stogniewem oraz Boksą z Siemkowic, w wyniku którego Lipnik oraz Radoszewice przypadły temu ostatniemu. W 1511 wieś leżała w powiecie wieluńskim. Od 1520 należała do parafii Osjaków. W 1533 pomiędzy Osjakowem, a Radoszewicami wytyczono granicę . 
W 1775 Michał z Siemkowic Boksa Radoszewski, kasztelan brzeziński, sprzedał Radoszewice Andrzejowi Niemojowskiemu herbu Wieruszowa. 
Od 1815 Radoszewice leżały w Królestwie Polskim, w województwie kaliskim, w powiecie wieluńskim.
17 marca 1863 doszło do bitwy pod Radoszewicami i Kiełczygłowem oddziału powstańczego Teodora Cieszkowskiego z wojskiem rosyjskim dowodzonym przez mjra. Pisankę (dwie roty piechoty i sotnia kozaków). Po obu stronach byli zabici i ranni. Ciała powstańców pochowano na cmentarzu w Osjakowie. W bitwie tej Walentyna Niemojowska, adiutantka gen. Edmunda Taczanowskiego, zasłynęła z bohaterskiego czynu, kiedy to w obliczu niebezpieczeństwa ocaliła sztandar powstańczy, wyrywając go z rąk śmiertelnie rannego kosyniera. W 1864 roku w Dreźnie Polki nosiły paski z klamrą, na której widniało popiersie Niemojowskiej. W 1863 roku kapelana tutejszej parafii ks. Stanisława Koreckiego oraz właściciela wsi Ludwika Niemojowskiego (1823-1892) uznano za niebezpiecznych dla carskiego systemu panowania i zesłano na Sybir. Ksiądz Korecki tam zginął. Niemojewski - etnograf, pisarz - po powrocie w 1874 r. osiedlił się w Warszawie i tam zmarł 18 grudnia 1892 r. Majątek przejęła córka Niemojowskiego - Emilia żona Władysława Wodzińskiego. Wodzińscy sprzedali Radoszewice Molińskim, a ci aptekarzowi z Praszki - Teodorowi Durzyńskiemu, który utrzymał się tu do II wojny światowej, po której ziemię rozparcelowano.

## Zabytki
We wsi znajduje się kościół Niepokalanego Poczęcia NMP z 1735 roku, odbudowany i rozbudowany po spaleniu w 1851 roku. Z wyposażenia wnętrza na uwagę zasługują dwa krucyfiksy z XVIII wieku. Poprzednio na tym miejscu stał kościół drewniany z pocz. XVII w., ufundowany przez Marcina Boksa Radoszewskiego.
W pobliżu kościoła znajduje się barokowy dwór z XVIII wieku, zbudowany przez Niemojowskich, przebudowany na przełomie XIX/XX wieku i po 1945 roku, do niedawna użytkowany przez szkołę podstawową. Obecnie wyremontowany, jest własnością prywatną. Siedmioosiową elewację frontową zdobi wysunięty przed lico piętrowy portyk z czterema kolumnami, zwieńczony spłaszczonym frontonem, od strony ogrodowej balkon. Na uwagę zasługuje tzw. dach polski: czterospadowy, łamany, zaopatrzony w doświetlające lukarny. Dach pierwotnie był kryty gontem. Kiedy dwór był siedzibą szkoły (jako własność gminy), dach został pokryty papą. Od kiedy jest własnością prywatną, ponownie jest pokryty gontem.
Według rejestru zabytków Narodowego Instytutu Dziedzictwa na listę zabytków wpisane są obiekty:
- zespół dworski, koniec XVIII w.:
  - dwór, nr rej.: 650 z 31.08.1967
  - park, nr rej.: 295 z 8.02.1979

## Przyroda
Dwór otoczony jest resztkami niegdyś pięknego parku, w którym podziwiać można 34 lipy drobnolistne i 16 dębów szypułkowych. W runie występuje zawilec. Park stanowi doskonałe siedlisko wielu gatunków ptaków.